# De Graanhalm (Gapinge)
De Graanhalm is een korenmolen in Gapinge. Het is een ronde, uit baksteen opgetrokken stellingmolen uit 1864, die werd gebouwd ter vervanging van een eerdere houten achtkante stellingmolen. De molen heeft een vlucht van 24,04 meter. De molen heeft van 1936 tot 1965 op één roede Bilauwieken gehad. De hoogte van de stelling is 4,75 meter. De molen heeft tot 1962 bedrijfsmatig gemalen en heeft tot 1998 gedraaid. Het binnenwerk is grotendeels nog in originele staat. Er zijn drie maalkoppels, een hamermolen, mengketel en buil. Een koppel heeft 16der, 140 cm doorsnede, kunststenen, een koppel 17der kunststenen, 150 cm doorsnede, en een koppel 17der blauwe stenen. Een maalkoppel wordt weer maalvaardig gemaakt.
In november 2014 is de kap van de molen getakeld en is er een begin met de restauratie gemaakt. Op 23 maart 2015 is de 12 ton wegende kap weer op de molenromp geplaatst. De kap heeft een zinken dak.
Het kruiwerk in de kap bestaat uit een houtenrollenwagen met deels open en deels massieve ijzeren rollen, die over een ijzeren plaat draaien. De molen wordt gekruid met behulp van een kruibank.

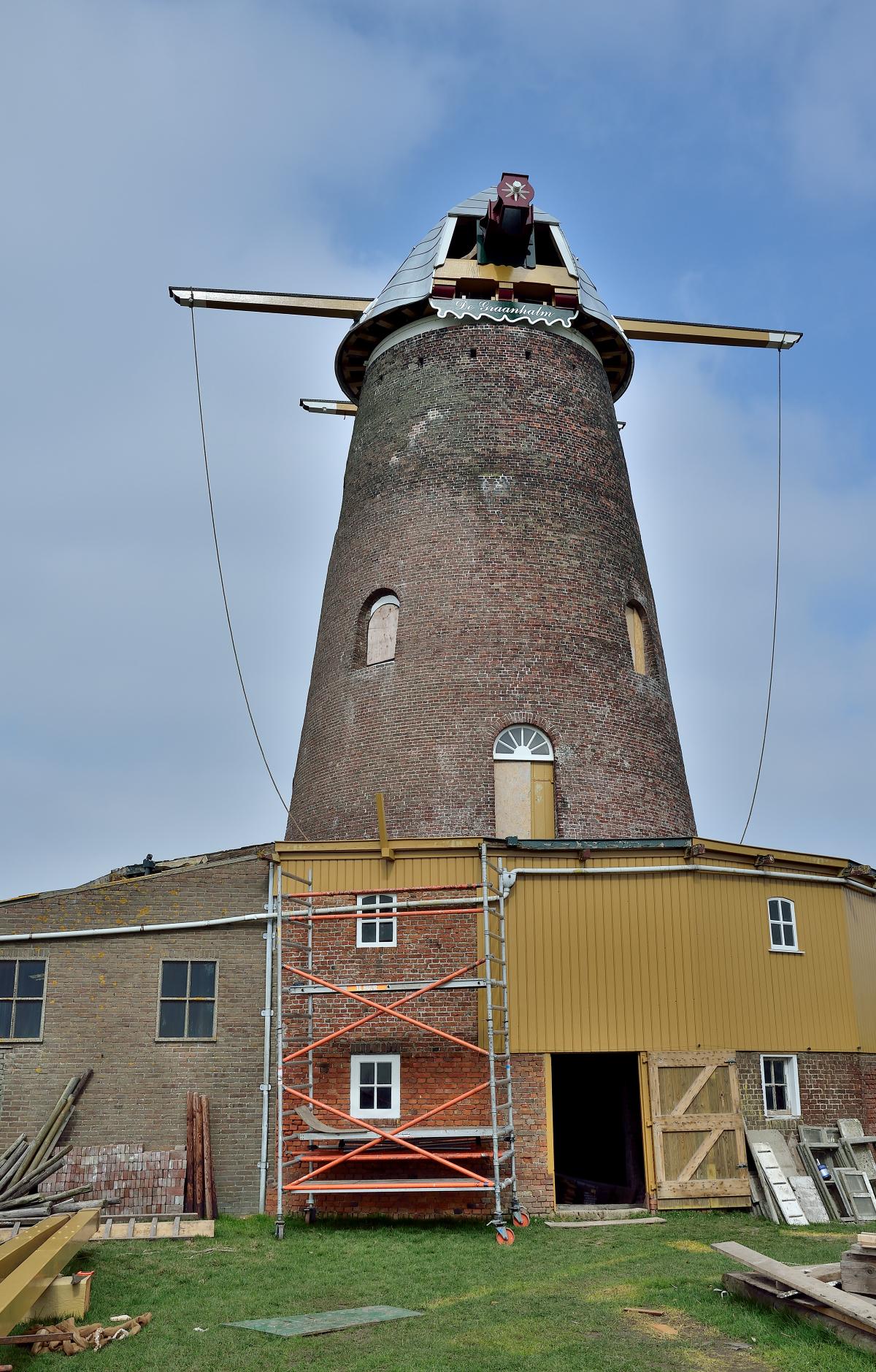
Met gerestaureerde kap

De 24,50 m lange binnenpotroede is vervangen door een deelbare, gelaste roe en de buitenroe is de 24 m lange gerestaureerde potroede. Op 1 juni 2015 zijn de roeden gestoken. De oude binnenpotroede ligt bij de molen. 
Voor het vangen, stilzetten, van de molen is er een stutvang, die bediend wordt met een wipstok.
Het luiwerk is een sleepluiwerk met een gaffelwiel.
De stelling is bekleed met dakleer.

## Overbrengingen
- De overbrengingsverhoudingen zijn 1 : 7,68, 1 : 6,69 en 1 : 7,97.
- Het bovenwiel heeft 63 kammen en de bonkelaar heeft 31 kammen. De koningsspil draait hierdoor 2,03 keer sneller dan de bovenas. De steek, de afstand tussen de staven, is 12,3 cm.
- Het spoorwiel heeft 102 kammen en de steenrondsels 27, 31 en 26 staven. De steek is 9,4 cm. De steenrondsels draaien hierdoor 3,78, 3,29 en 3,92 keer sneller dan de koningsspil en 7,68, 6,69 en 7,97 keer sneller dan de bovenas. De steek is 8 cm.

## Fotogalerij

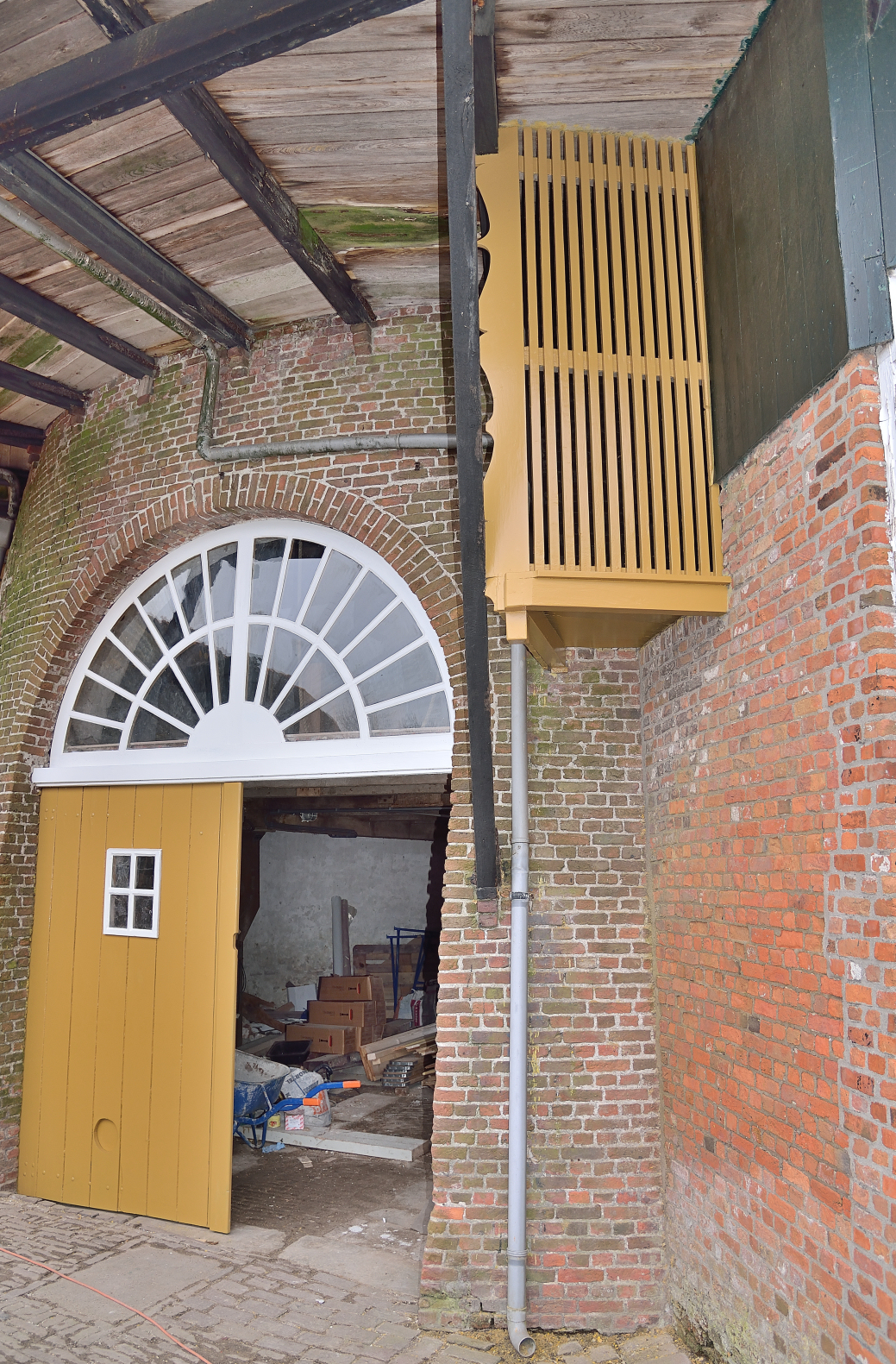
Invaart met hammenhok
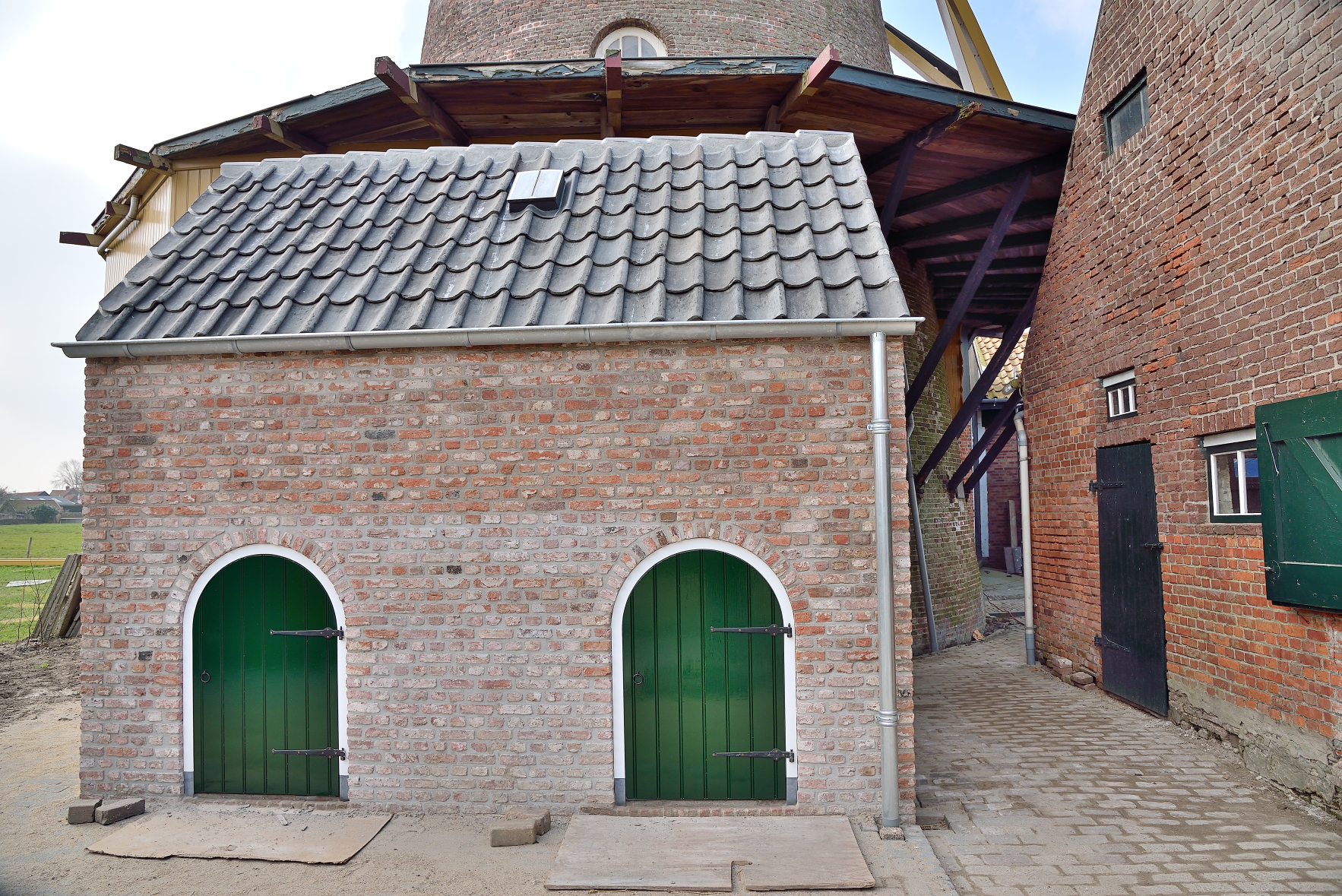
Varkenskot
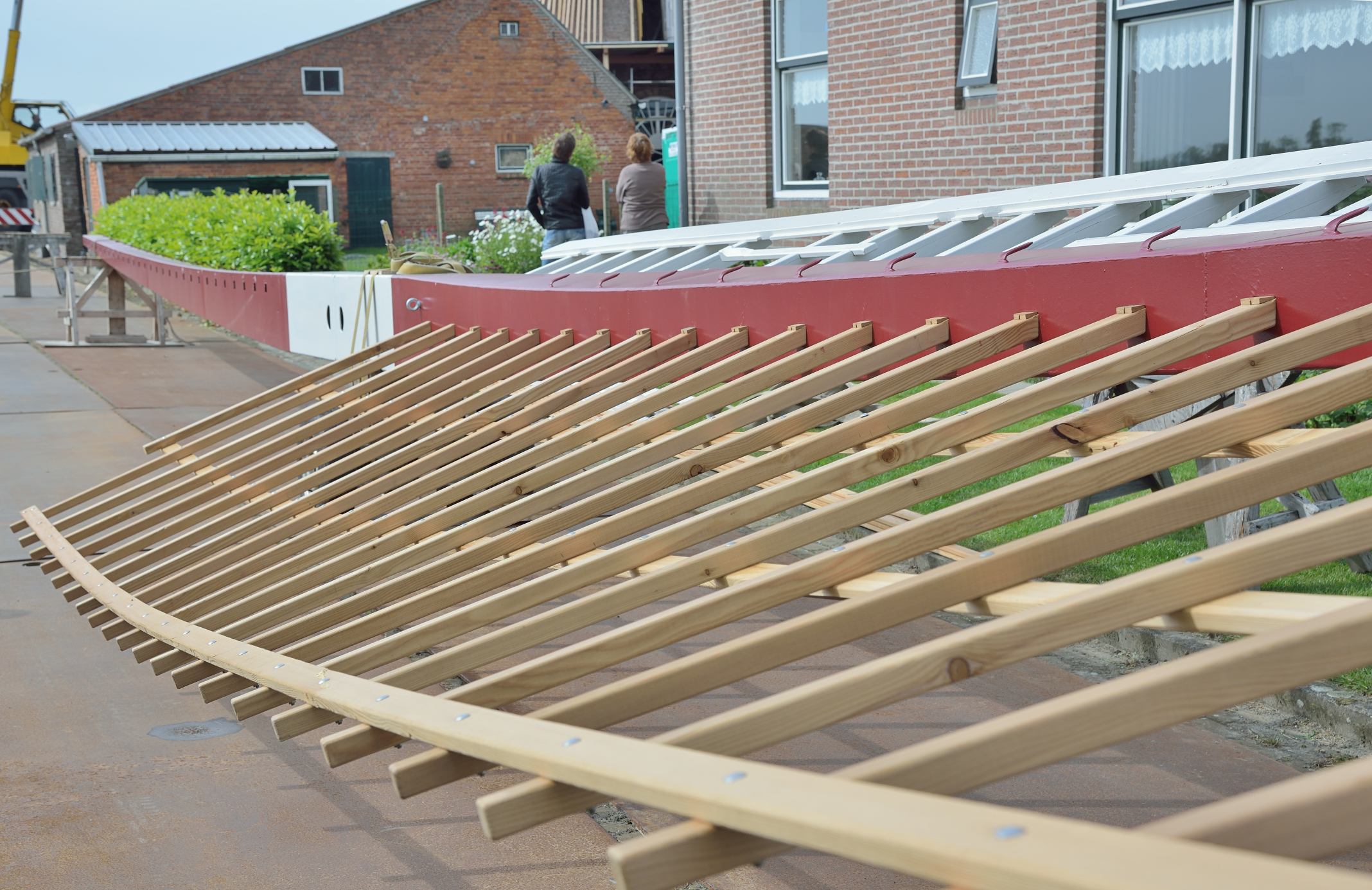
Binnenroede
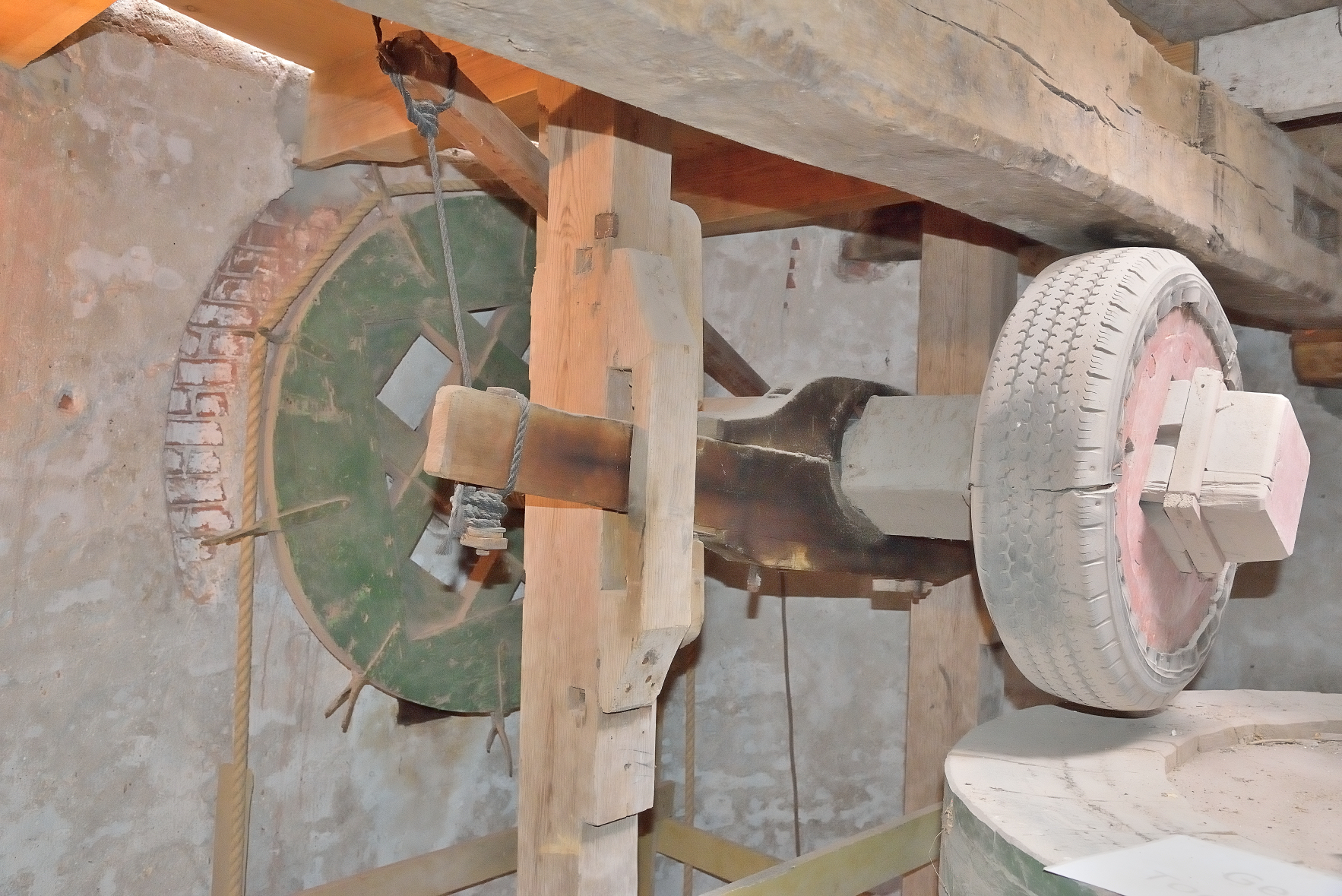
Luiwerk
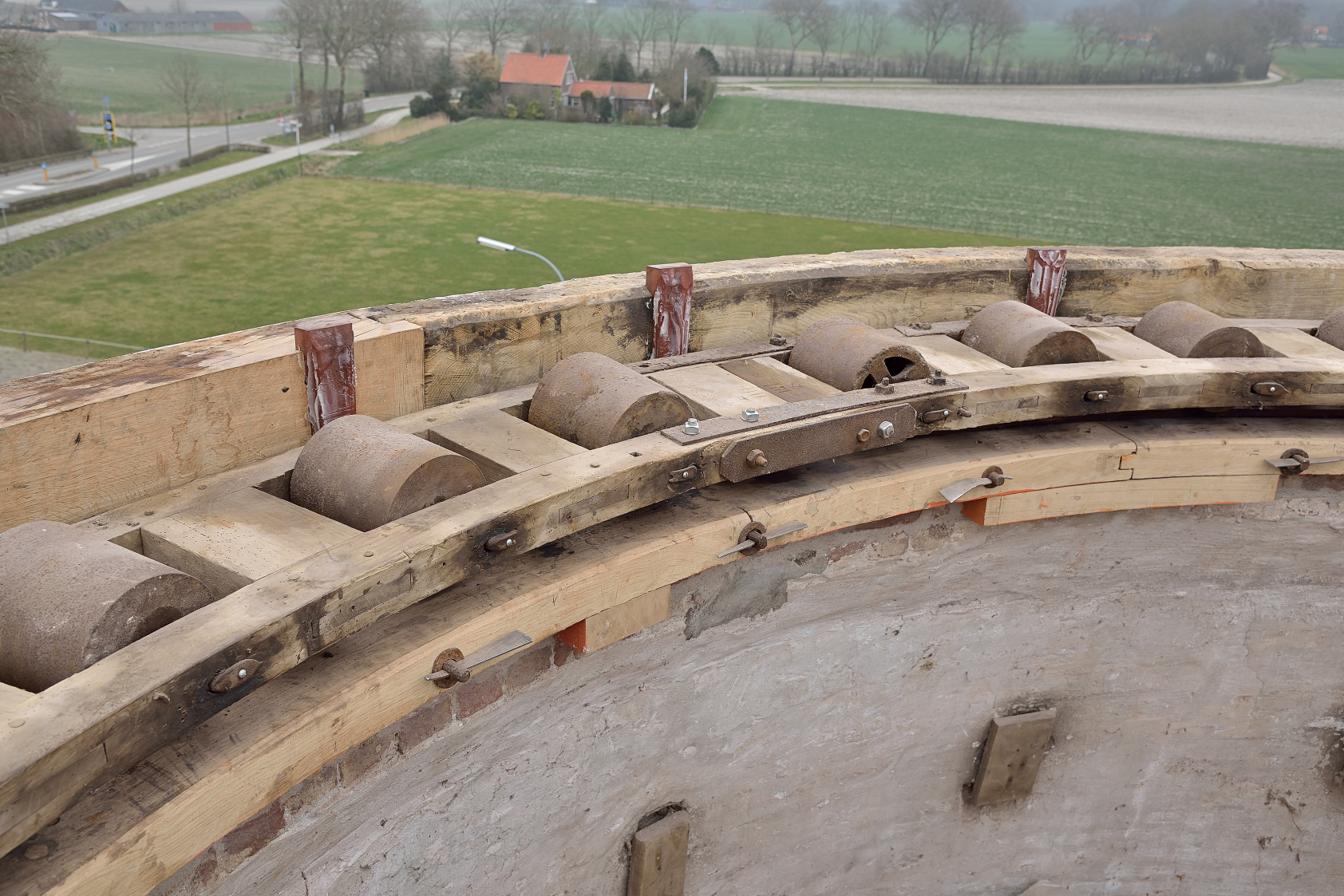
Kruiwerk
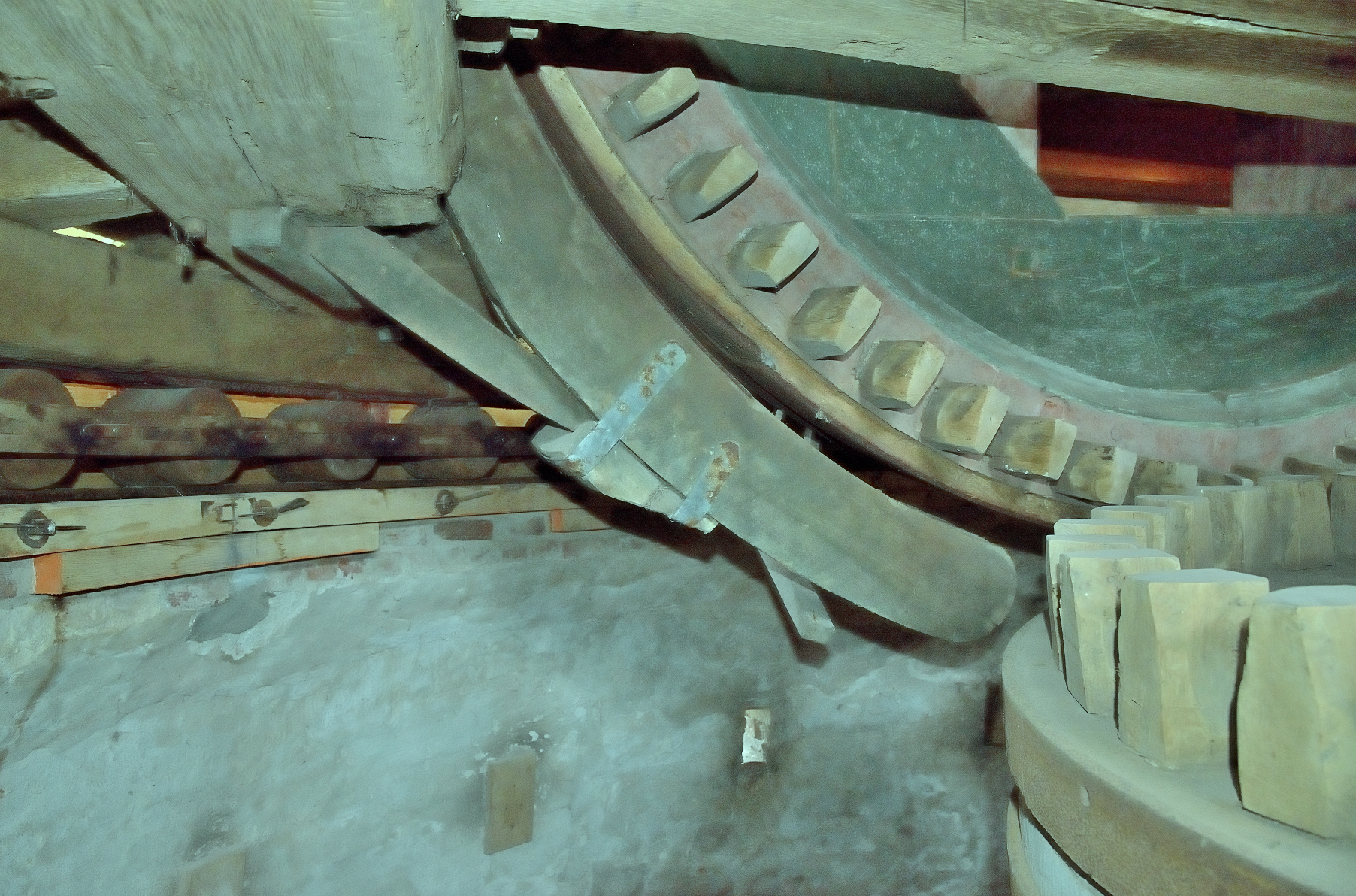
Stutvang
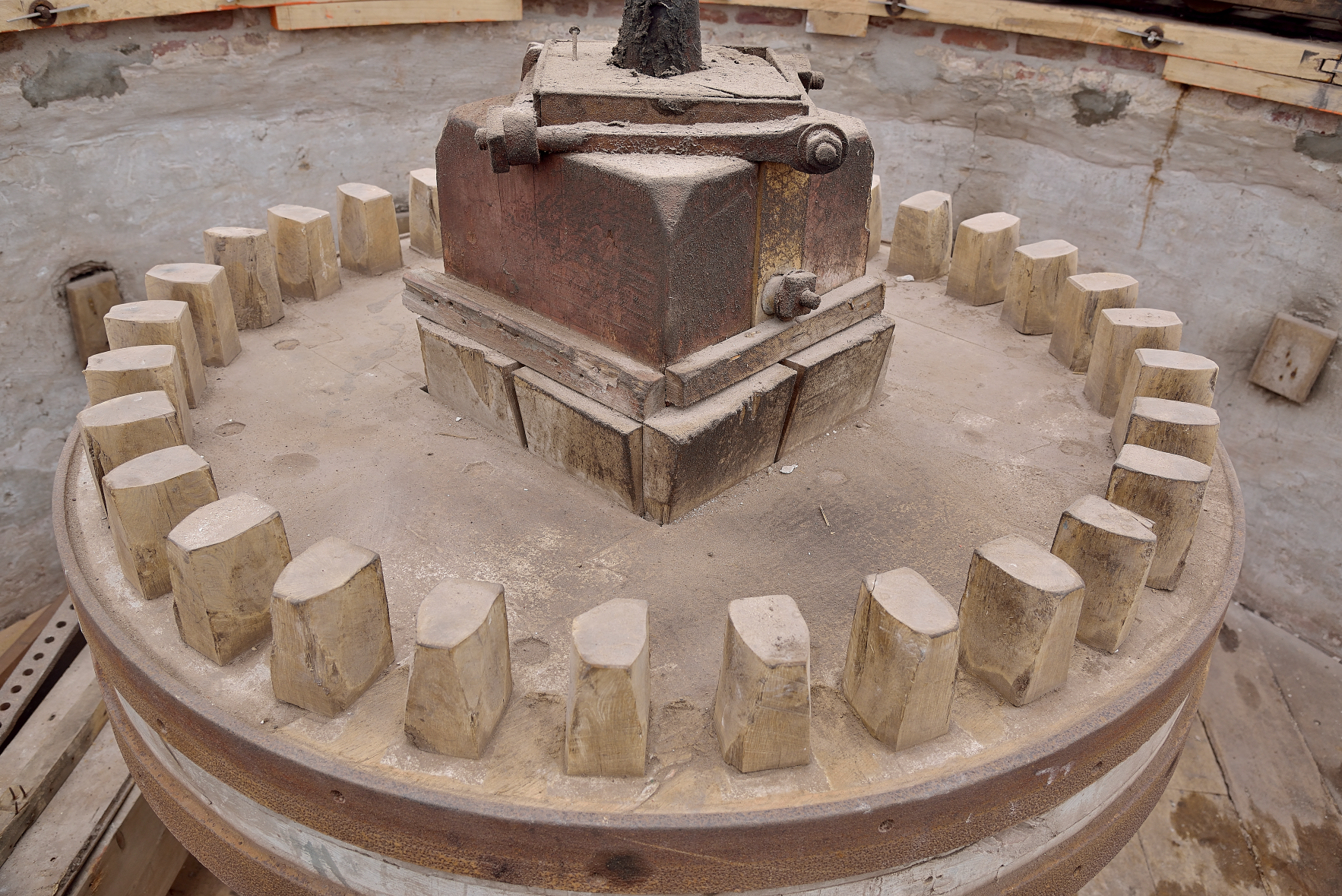
Bonkelaar
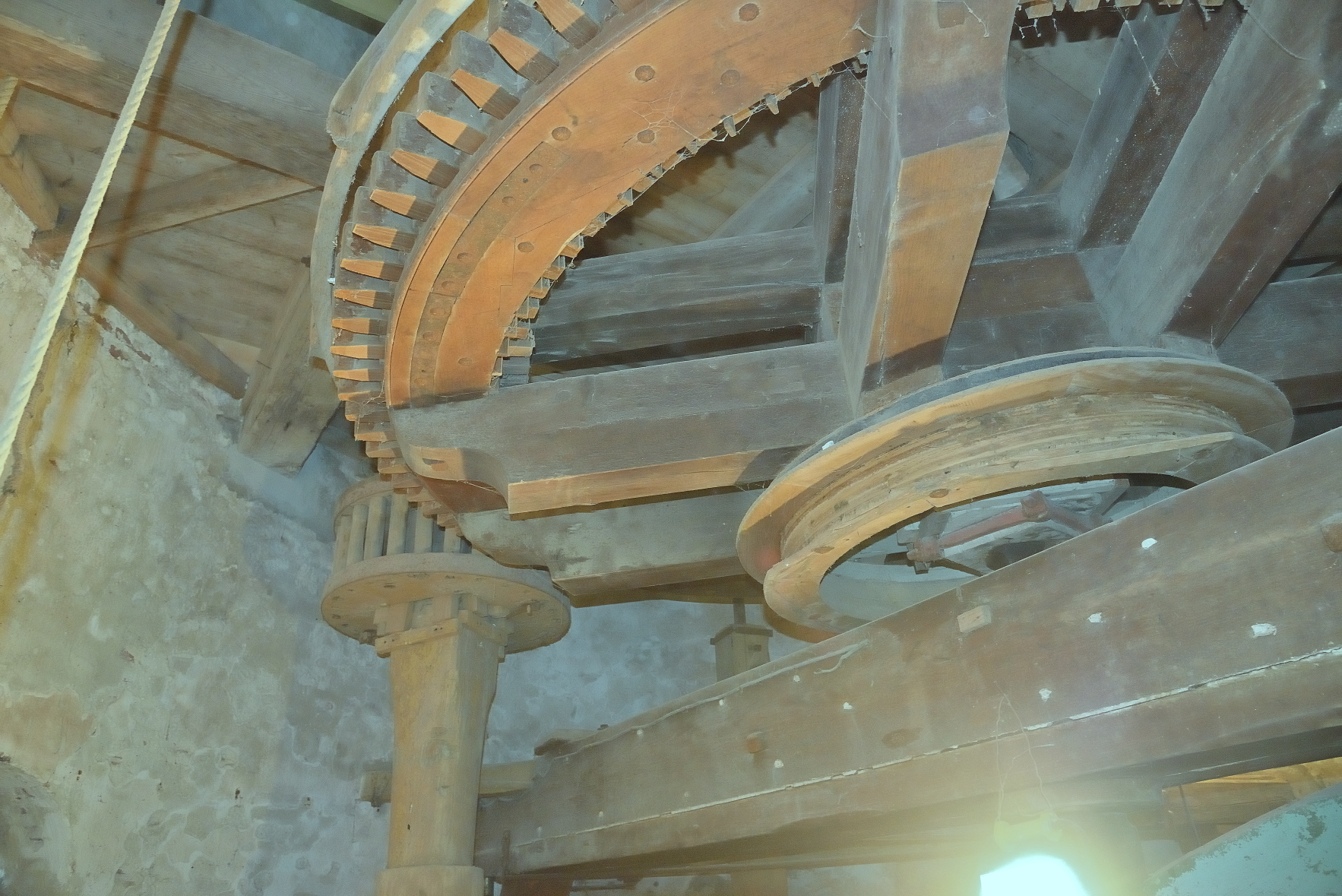
Spoorwiel
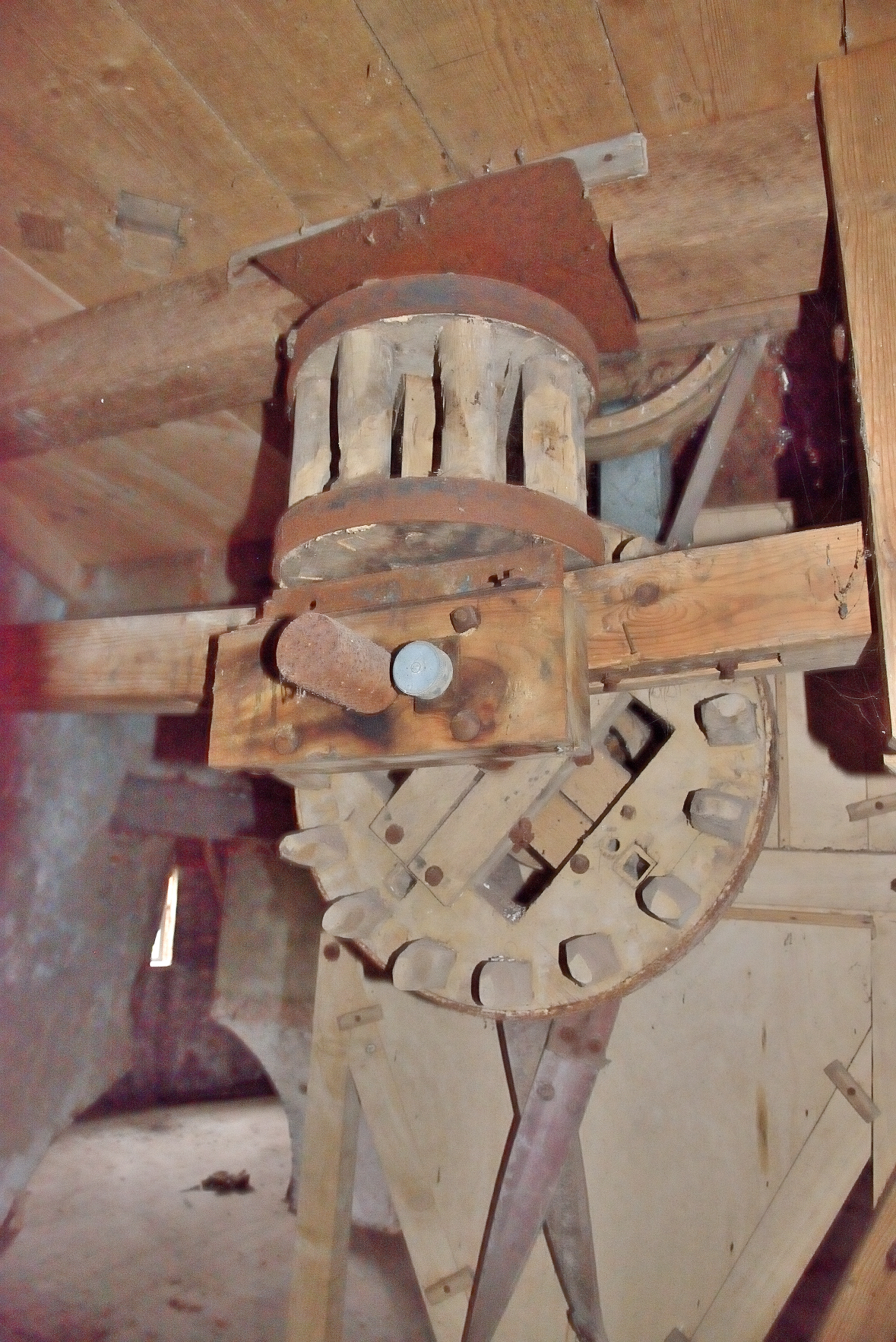
Aandrijving buil
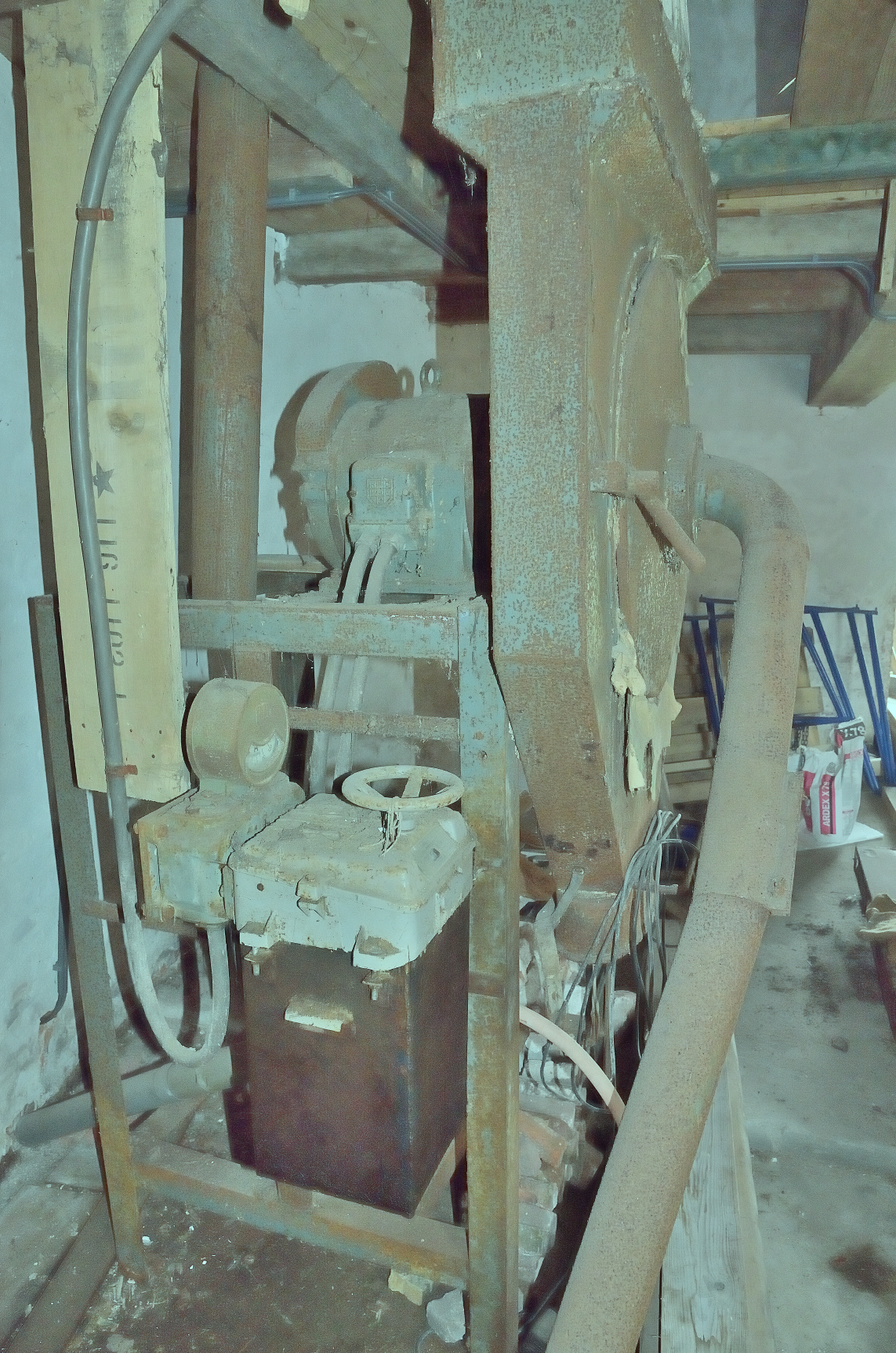
Hamermolen